# Tel Aviv Stock Exchange
Die Tel Aviv Stock Exchange (TASE, hebräisch בּוּרְסָה לִנְיָרוֹת עֵרֶךְ בְּתֵל־אָבִיב Būrsah li-Njarōt ʿErech bə-Tel Avīv, deutsch ‚Börse für Wertpapiere in Tel Aviv‘) ist die einzige Wertpapierbörse Israels in Tel Aviv-Jaffa. Sie ist in der Form einer Private Company Limited by Guarantee organisiert und an dieser sind zwölf israelische, drei ausländische Banken (Barclays, Citibank, HSBC) und 13 Broker (inklusive dreier internationaler Investmenthäuser) beteiligt.

## Geschichte
Hervorgegangen ist die Bursah in Tel Aviv aus dem staatlich nicht legitimierten Exchange Bureau for Securities, das 1935 von der Anglo-Palestine Bank gemeinsam mit anderen Banken und Brokern gegründet wurde. Fünf Jahre nach der Staatsgründung Israels wurde 1953 die Börse Tel Aviv gegründet.
1968 wurde von der Knesset das Security Law verabschiedet, welches die Gründung der Israel Security Authority zur Folge hatte. Die Israel Security Authority schuf ein Regelwerk für die Geschäftstätigkeit der Börse Tel Aviv.
2014 bezog die Börse ihren heutigen Firmensitz im Rechov Achusat Bajit 2 (רְחוֹב אֲחֻזַּת בַּיִת), davor, seit 1983, saß die Bursah 450 Meter weiter östlich im Rechov Achad Haʿam 54 (רְחוֹב אַחַד הָעַם), beide im Viertel Tel Aviv ha-Qṭanah (תֵּל־אָבִיב הַקְטָנָה; zum Stadtteil 5).
Mit dem drittmeisten Initial Public Offering fand die Börse Tel Aviv 1993 weltweit Beachtung. Überdies rangierte die Börse Tel Aviv auf dem 40. Platz der weltweiten Börsenrangliste.
1999 wurde die Umstellung auf den elektronischen Handel abgeschlossen.
Im Januar 2007 wurde Esther Levanon Präsidentin der Börse Tel Aviv.
2007 schloss die Börse Tel Aviv ein Abkommen mit der London Stock Exchange (LSE) über Börsennotierungen von Unternehmen an der TASE und der LSE. Mit der NASDAQ unterzeichnete die Börse Tel Aviv im November 2007 ein Abkommen über die doppelte Börsennotierung von Unternehmen.
Die Toronto Stock Exchange unterzeichnete im Februar 2010 ebenfalls eine entsprechende Vereinbarung über das Doppellisting von Unternehmen.
Die Börse Tel Aviv wurde im Januar 2012 durch Hacker-Angriffe teilweise lahmgelegt.

## Handel
An der Börse Tel Aviv werden Aktien von rund 600 Unternehmen gehandelt, über 50 davon zusätzlich an anderen Börsen. Dazu kommen zahlreiche Anleihen von Unternehmen und des Staates Israel sowie Exchange Traded Notes (ETN). 2011 wurde ein tägliches Handelsvolumen von 482 Mio. US-Dollar bei Aktien, 1,1 Mrd. US-Dollar bei Anleihen sowie 109 Mio. US-Dollar bei ETNs abgewickelt.
Den Höchststand an handelbaren Unternehmensaktien wurde im Jahr 2000 mit 665 Aktien erreicht. Die Spanne reichte in den Vorjahren von 558 (1993) bis 662 (1998). In den folgenden Jahren waren zwischen 577 (2003) und 654 (2007) Unternehmen an der Börse Tel Aviv gelistet.
Mit 62 neu gelisteten Unternehmen wurde im Jahr 2007 der bis dahin gültige Rekord von 2006 mit 44 neuen Unternehmen überboten. Die Werte zwischen 1998 und 2005 lagen zwischen 4 (2003) und 37 (2000). In den Jahren 2008 bis 2011 lagen diese Werte zwischen zwei (2008) und 22 (2010).

### Besonderheiten
Der Handel an der Börse Tel Aviv ist auf den Zeitraum von Sonntag bis Donnerstag von 9 bis 16.30 Uhr beschränkt.

## Aktienindizes

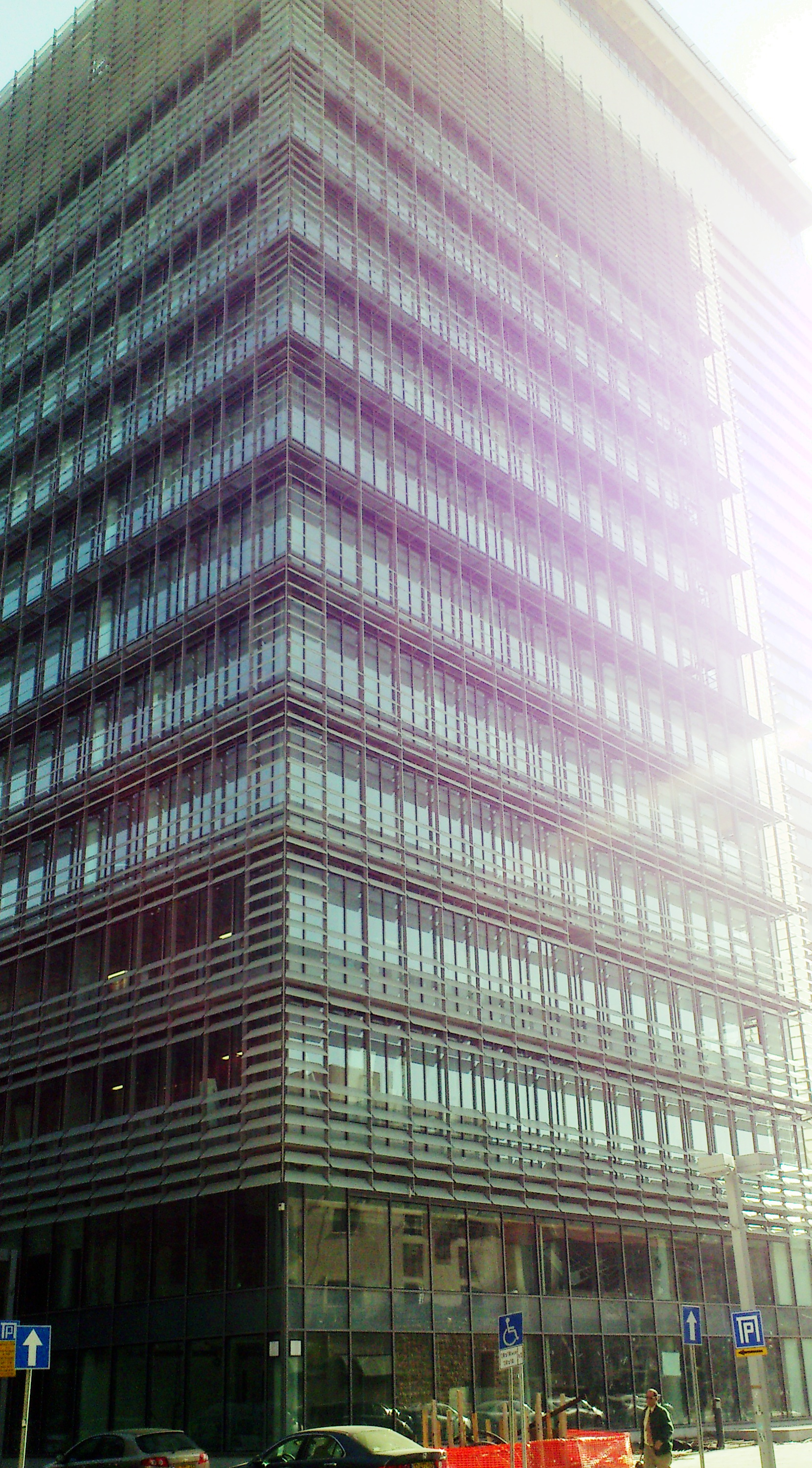
Bursah, Neubau von 2014, im Rechov Achusat Bajit 2

Die größten Aktienindizes der Börse Tel Aviv sind:
| Index                | Beschreibung |
| -------------------- | --- |
| TA-25 Index          | Die 25 größten Aktiengesellschaften nach Marktkapitalisierung an der TASE. Auch Ma'of genannt.                                                |
| TA-35 Index          | Die 35 größten Aktiengesellschaften der TASE.                                                                                                 |
| TA-100 Index         | Die 100 größten Aktiengesellschaften an der TASE.                                                                                             |
| TA-125 Index         | Die 125 größten Aktiengesellschaften der TASE.                                                                                                |
| TA-75                | Aktiengesellschaften der TA-100 die nicht im TA-25 enthalten sind.                                                                            |
| Mid-Cap 50           | Die fünfzig größten Aktiengesellschaften, die nicht im TA-100 aufgenommen sind. Ersetzte den Yeter-30.                                        |
| Mid Cap TA           | Alle Aktienwerte die an der TASE gehandelt werden und nicht im TA-100 enthalten sind.                                                         |
| TA Composite         | Der Index beinhaltet alle an der TASE gehandelten Aktienwerte.                                                                                |
| TA BlueTech-50 Index | Der Index beinhaltet die fünfzig größten Aktiengesellschaften nach Marktkapitalisierung aus den Indexe TA-Technology Index und den TA-Biomed. |
| TA-Technology Index  | Beinhaltet alle Technologie-Unternehmen, die an der TASE gelistet sind.                                                                       |
| TA-Biomed Index      | Alle Biotechnologie-Unternehmen die an der TASE gelistet sind.                                                                                |
| TA-Oil & Gas Index   | Bildet alle Aktienwerte der Unternehmen ab, die in der Öl- und Gas-Exploration tätig und an der TASE gelistet sind                            |
| TA Real-Estate 15    | TASE's 15 größte Real-Estate-Unternehmen |
| TA Finance 15        | Die fünfzehn größten Finanzunternehmen, die an der TASE gelistet sind.                                                                        |
| Maala                | Beinhaltet die Unternehmen, die Ethisches Investment darstellen.                                                                              |

## Mitgliedschaften
Sie ist Mitglied in:
- Federation of European Securities Exchanges[19]
- Sustainable Stock Exchanges Initiative

Die Börse Tel Aviv gehört der World Federation of Exchanges (WFE) an und ist beobachtendes Mitglied der Federation of European Securities Exchanges (FESE).